# Kanton Villefranche-de-Lonchat
Villefranche-de-Lonchat is een voormalig kanton van het Franse departement Dordogne. Het kanton maakte deel uit van het arrondissement Bergerac. Het werd opgeheven bij decreet van 21 februari 2014, met uitwerking op 22 maart 2015. De gemeenten werden opgenomen in het nieuwe kanton Pays de Montaigne et Gurson, met uitzondering van Moulin-Neuf, dat bij het kanton Montpon-Ménestérol werd gevoegd.

## Gemeenten
Het kanton Villefranche-de-Lonchat omvatte de volgende gemeenten:
- Carsac-de-Gurson
- Minzac
- Montpeyroux
- Moulin-Neuf
- Saint-Géraud-de-Corps
- Saint-Martin-de-Gurson
- Saint-Méard-de-Gurçon
- Saint-Rémy
- Villefranche-de-Lonchat (hoofdplaats)